# Aparat receptoryczny oka
Aparat receptoryczny oka – część oka lub omatidium złożona z komórek wzrokowych wrażliwych na światło.
W zależności od stopnia skomplikowania budowy wyróżniane są różne typy aparatów receptorycznych:
- złożony z rabdomerów rabdom – utworzony z grupy komórek wzrokowych,
- siatkóweczka (retinula) – utworzona z rabdomów i komórek wzrokowych,
- siatkówka – zespół siatkóweczek.